# Oleg Mihajlovič Budargin
Oleg Mihajlovič Budargin (16. studenog 1960., Ključi u Ust-Kamčatskom rajonu Kamčatske oblasti) je trenutni (kolovoz 2006.) gubernator Tajmirskog autonomnog okruga.
U ranoj dobi obitelj mu seli u Noriljsk.
Bio je tajnik stranačkog odbora GKKPSS-a u mjesnim poduzećima.
Zastupnik je u noriljskom gradskom vijeću od 1989. godine.
1994. je prvi zamjenik čelnika poglavarstva grada Noriljska.
1997. postaje zastupnikom Zakonodavnog Sobranja Krasnojarskog kraja.
10. prosinca 2000. postoje noriljskim gradonačelnikom.
26. siječnja 2003. izglasovalo ga se za gubernatora Tajmirskog AO.